# Never Say Die (video Black Sabbath)
Never Say Die è un video live del gruppo heavy metal Black Sabbath, comprendente una raccolta di pezzi dal vivo registrati durante il tour del disco da cui prende il nome il titolo del prodotto. Esso comprende la formazione originaria della band. Nel 2003, è stata stampata la versione in DVD di questo lavoro.

## Tracce
1. Sympton of the Universe
2. War Pigs
3. Snowblind
4. Never Say Die
5. Black Sabbath
6. Dirty Women
7. Rock 'n' Roll Doctor
8. Electric Funeral
9. After Forever
10. Children of the Grave
11. Paranoid

## Formazione
- Ozzy Osbourne - voce
- Tony Iommi - chitarra
- Geezer Butler - basso
- Bill Ward - batteria